# Константинос Доксиадис
Константинос Апостолу Доксиадис (на гръцки: Κωνσταντίνος Αποστόλου Δοξιάδης) е гръцки архитект и урбанист. Участва в планирането на градоустройствения план на Исламабад през 60-те години на ХХ век, новосформиран град, създаден с идеята да замени Карачи като столица на Пакистан.

## Биография
Доксиадис е роден в българския град Станимака (днешен Асеновград) на 14 май 1913 г. в семейството на доктор Апостол Доксиадис и Евантия Мезевири. Има трима братя.

### Заселване в Гърция
Семейството напуска града през 1915 г. и се заселва в гръцката столица Атина. Доксиадис завършва архитектура в Атинския политехнически университет през 1935 г. и получава докторска степен от Техническия университет в Берлин година по-късно. През 1937 г. е назначен за инженер в Службата за градско планиране на Атина. По време на Втората световна война е ръководител на Службата за градско планиране и ръководител на Службата за пространствени и градско планиране, изследвания и проучвания. След войната е назначен за заместник-министър на възстановяването. Като такъв той ръководи гръцката делегация на Конференцията на ООН за градско планиране и развитие през 1947 г. Той също така ръководи гръцката делегация в преговорите за изплащане на италиански военни репарации на Гърция.

### Проекти
През 1951 г. Константинос Доксиадис създава своята фирма Doxiadis Associates. Фирмата се разраства бързо, с офиси на 5 континента и проекти в 65 държави. Един от най-известните градостротиелни планове на Доксиадис е Исламабад, столица на Пакистан. Планът за Исламабад от 1960 разделя автомобилите от хората, позволява лесен и достъпен достъп до обществен транспорт и комунални услуги и позволява евтино постепенно разширяване и растеж, без да се губи човешкият мащаб на неговите „общности“. По негов дизайн е изграден и Учителско-студентския комплекс на Университета в Дака през 1961 г. След земетресението в Скопие от 1963 г. участва в неговото възстановяване. Друг негов проект е хотелът Македония Палас (на гръцки: Μακεδονία Παλλάςς) в Солун, отворил врати през 1972 г.
- Изглед от Исламабад
- Учителско-студентски център, Университет в Дака
- Хотел „Македония Палас“, Солун

### Последни години
През последните три години от живота си Константинос Доксиадис се бори с рядко заболяване, амиотрофична латерална склероза, което води до загуба на говор, пълна парализа. Умира на 28 юни 1975 г. в Атина.

## Публикации

### Книги
- Dynapolis: The City of the Future.   Doxiadis Associates, 1960.
- Doxiadis, Constantinos A. Emergence and Growth of an Urban Region: The Developing Urban Detroit Area.   Detroit, Detroit Edison, 1966.
- Doxiadis, Constantinos A. Urban Renewal and the Future of the American City.   Chicago, Public Administration Service, 1966.
- Doxiadis, Constantinos A. Ekistics: An Introduction to the Science of Human Settlements.   New York, Oxford University Press, 1968.

- Doxiadis, Constantinos A. Architectural Space in Ancient Greece.   Cambridge, MIT Press, 1972. ISBN 9780262368087.

- Doxiadis, Constantinos A. Anthropopolis: City for Human Development.   New York, W.W. Norton, 1974.
- Doxiadis, Constantinos A., Papaioannou, J.G. Ecumenopolis: The Inevitable City of the Future.   Athens, Athens Center of Ekistics, 1974.
- Doxiadis, Constantinos A. Building Entopia.   Athens, Athens Publishing Center, 1975.
- Doxiadis, Constantinos A. Action for Human Settlements.   New York, W.W. Norton, 1976.

### Статии в списания
- Doxiadis, Constantinos A. Islamabad, the creation of a new capital //  Town Planning Review 36.   1965. DOI:10.3828/tpr.36.1.f4148303n72753nm. с. 1.
- Doxiadis, Constantinos A. On Linear Cities //  Town Planning Review 38.   1967. DOI:10.3828/tpr.38.1.70733287173p06k8. с. 35.
- Doxiadis, Constantinos A. Man's Movement and His City //  Science 162 (3851).   1968. DOI:10.1126/science.162.3851.326. с. 326–334.